# Groot-Brittannië op de Olympische Zomerspelen 2008
Groot-Brittannië nam deel aan de Olympische Zomerspelen 2008 in Peking, China. Groot-Brittannië debuteerde op de eerste Zomerspelen in 1896 en deed in 2008 voor de 26e keer mee.
Getalsmatig waren het de meest succesvolle Spelen ooit, op de Spelen van Londen in 1908 na. Er werd 19 keer goud en 47 medailles in totaal gewonnen. De Britten presteerden vier jaar voor de Spelen in eigen land al zeer goed. Na afloop van de spelen kregen de Britten er nog vier medailles bij vanwege positieve dopingtesten van concurrenten.

## Medailleoverzicht
| Sport            | Olympiër | Discipline                    | Medaille |
| ---------------- | --- | ----------------------------- | -------- |
| Atletiek         | Christine Ohuruogu | 400m (v)                      | Goud     |
| Boksen           | James Degale | -75kg (m)                     | Goud     |
| Kanovaren        | Tim Brabants | K-1 1000m (m)                 | Goud     |
| Roeien           | Mark Hunter Zac Purchase | lichte dubbel-twee (m)        | Goud     |
| Roeien           | Tom James Pete Reed Andrew Triggs Hodge Steve Williams                                                                       | vier-zonder (m)               | Goud     |
| Wielersport      | Chris Hoy | sprint (m)                    | Goud     |
| Wielersport      | Chris Hoy | keirin (m)                    | Goud     |
| Wielersport      | Bradley Wiggins | individuele achtervolging (m) | Goud     |
| Wielersport      | Chris Hoy Jason Kenny Jamie Staff                                                                                            | teamsprint (m)                | Goud     |
| Wielersport      | Bradley Wiggins Ed Clancy Paul Manning Geraint Thomas                                                                        | ploegenachtervolging (m)      | Goud     |
| Wielersport      | Victoria Pendleton | sprint (v)                    | Goud     |
| Wielersport      | Rebecca Romero | individuele achtervolging (v) | Goud     |
| Wielersport      | Nicole Cooke | wegwedstrijd (v)              | Goud     |
| Zeilen           | Ben Ainslie | finn (m)                      | Goud     |
| Zeilen           | Paul Goodison | laser (m)                     | Goud     |
| Zeilen           | Iain Percy Andrew Simpson | star (m)                      | Goud     |
| Zeilen           | Sarah Ayton Sarah Webb Pippa Wilson                                                                                          | yngling (v)                   | Goud     |
| Zwemmen          | Rebecca Adlington | 400m vrije slag (v)           | Goud     |
| Zwemmen          | Rebecca Adlington | 800m vrije slag (v)           | Goud     |
| Atletiek         | Phillips Idowu | hink-stap-springen (m)        | Zilver   |
| Atletiek         | Germaine Mason | hoogspringen (m)              | Zilver   |
| Kanovaren        | David Florence | C-1 slalom (m)                | Zilver   |
| Moderne vijfkamp | Heather Fell | vrouwen                       | Zilver   |
| Roeien           | Richard Egington Alastair Heathcote Matt Langridge Tom Lucy Acer Nethercott Alex Patridge Colin Smith Tom Stellard Josh West | acht (m)                      | Zilver   |
| Roeien           | Debbie Flood Katherine Grainger Frances Houghton Annie Vernon                                                                | dubbel-vier (v)               | Zilver   |
| Wielersport      | Jason Kenny | sprint (m)                    | Zilver   |
| Wielersport      | Ross Edgar | keirin (m)                    | Zilver   |
| Wielersport      | Wendy Houvenaghel | individuele achtervolging (v) | Zilver   |
| Wielersport      | Emma Pooley | tijdrit (v)                   | Zilver   |
| Zeilen           | Joe Glanfield Nick Rogers | 470 (m)                       | Zilver   |
| Zwemmen          | David Davies | 10km open water (m)           | Zilver   |
| Zwemmen          | Keri-Anne Payne | 10km open water (v)           | Zilver   |
| Atletiek         | Andrew Steele Robert Tobin Michael Bingham Martyn Rooney                                                                     | 4x400m (m)                    | Brons    |
| Atletiek         | Tasha Danvers | 400m horden (m)               | Brons    |
| Atletiek         | Christine Ohuruogu Kelly Sotherton Marilyn Okoro Nicola Sanders                                                              | 4x400m (v)                    | Brons    |
| Atletiek         | Goldie Sayers | speerwerpen (v)               | Brons    |
| Atletiek         | Kelly Sotherton | zevenkamp (v)                 | Brons    |
| Boksen           | Tony Jeffries | -81kg (m)                     | Brons    |
| Boksen           | David Price | +91kg (m)                     | Brons    |
| Gymnastiek       | Louis Smith | paard voltige (m)             | Brons    |
| Kanovaren        | Tim Brabants | K-1 500m (m)                  | Brons    |
| Paardensport     | Kristina Cook | eventing individueel          | Brons    |
| Paardensport     | Kristina Cook Sharon Hunt Daisy Dick William Fox-Pitt Mary King                                                              | eventing team                 | Brons    |
| Roeien           | Matthew Wells Stephan Rowbotham                                                                                              | dubbel-twee (m)               | Brons    |
| Roeien           | Anna Bebington Elise Laverick                                                                                                | dubbel-twee (v)               | Brons    |
| Taekwondo        | Sarah Stevenson | +67kg (v)                     | Brons    |
| Wielersport      | Steven Burke | individuele achtervolging (m) | Brons    |
| Wielersport      | Chris Newton | puntenkoers (m)               | Brons    |
| Zeilen           | Bryony Shaw | RS:X (v)                      | Brons    |
| Zwemmen          | Joanne Jackson | 400m vrije slag (m)           | Brons    |
| Zwemmen          | Cassandra Patten | 10km open water (v)           | Brons    |

## Deelnemers en resultaten

### Atletiek
| Olympiër                                                                                              | Discipline               | Resultaat | Prestatie                                                                                           |
| --- | ------------------------ | --------- | --------------------------------------------------------------------------------------------------- |
| Tyrone Edgar                                                                                          | 100m (m)                 | 14e       | serie 6: 1ste in 10,13 kwartfinale 3: 3de in 10,10 halve finale 1: 7de in 10,18                     |
| Craig Pickering                                                                                       | 100m (m)                 | 18e       | serie 2: 3de in 10,21 kwartfinale 4: 5de in 10,18                                                   |
| Simeon Williamson                                                                                     | 100m (m)                 | 28e       | serie 10: 3de in 10,42 kwartfinale 1: 4de in 10,32                                                  |
| Marlon Devonish                                                                                       | 200m (m)                 | 13e       | serie 3: 1ste in 20,49 kwartfinale 1: 4de in 20,43 halve finale 2: 7de in 20,57                     |
| Christian Malcolm                                                                                     | 200m (m)                 | 5e        | serie 2: 2de in 20,42 kwartfinale 2: 4de in 20,30 halve finale 1: 4de in 20,25 finale: 5de in 20,40 |
| Alex Nelson                                                                                           | 200m (m)                 | DNS       | serie 7: niet gestart                                                                               |
| Martyn Rooney                                                                                         | 400m (m)                 | 22e       | serie 4: 1ste in 45,00 halve finale 3: 2de in 44,60                                                 |
| Andrew Steele                                                                                         | 400m (m)                 | 6e        | serie 6: 1ste in 44,94 halve finale 2: 8ste in 45,59 finale: 6de in 45,12                           |
| Michael Rimmer                                                                                        | 800m (m)                 | 22e       | serie 3: 1ste in 1.47,61 halve finale 3: 6de in 1.48,07                                             |
| Andrew Baddeley                                                                                       | 1500m (m)                | 8e        | serie 3: 3de in 3.36,47 halve finale 2: 2de in 3.37,47 finale: 8ste in 3.35,37                      |
| Thomas Lancashire                                                                                     | 1500m (m)                | 37e       | serie 2: 7de in 3.43,40                                                                             |
| Mo Farah                                                                                              | 5000m (m)                | 24e       | serie 2: 6de in 13.50,95                                                                            |
| Allan Scott                                                                                           | 110m horden (m)          | 22e       | serie 6: 3de in 13,56 kwartfinale 3: 6de in 13,66                                                   |
| Andy Turner                                                                                           | 110m horden (m)          | 17e       | serie 1: 2de in 13,56 kwartfinale 2: 5de in 13,53                                                   |
| Andrew Lemoncello                                                                                     | 3000m steeplechase (m)   | 28e       | serie 2: 10de in 8.36,06                                                                            |
| Marlon Devonish Tyrone Edgar Craig Pickering Simeon Williamson                                        | 4x100m (m)               | DSQ       | serie 2: gediskwalificeerd                                                                          |
| Michael Bingham Richard Buck Dale Garland Martyn Rooney Andrew Steele Rob Tobin                       | 4x400m (m)               | Brons     | serie 2: 1ste in 2.59,33 finale: 3de in 2.58,81                                                     |
| Dan Robinson                                                                                          | marathon (m)             | 24e       | 2:16.14                                                                                             |
| Greg Rutherford                                                                                       | verspringen (m)          | 10e       | kwalificatie groep A: 3de met 8,16m finale: 10de met 7,84m                                          |
| Chris Tomlinson                                                                                       | verspringen (m)          | 27e       | kwalificatie groep B: 12de met 7,70m                                                                |
| Larry Achike                                                                                          | hink-stap-springen (m)   | 7e        | kwalificatie groep B: 3de met 17,18m finale: 7de met 17,17m                                         |
| Nathan Douglas                                                                                        | hink-stap-springen (m)   | 20e       | kwalificatie groep B: 9de met 16,72m                                                                |
| Phillips Idowu                                                                                        | hink-stap-springen (m)   | Zilver    | kwalificatie groep A: 1ste met 17,44m finale: 2de met 17,62m                                        |
| Martyn Bernard                                                                                        | hoogspringen (m)         | 9e        | kwalificatie groep B: 3de met 2,29m finale: 9de met 2,25m                                           |
| Germaine Mason                                                                                        | hoogspringen (m)         | Zilver    | kwalificatie groep A: 1ste met 2,29m finale: 2de met 2,34m                                          |
| Tom Parsons                                                                                           | hoogspringen (m)         | 8e        | kwalificatie groep B: 6de met 2,25m finale: 8ste met 2,25m                                          |
| Steve Lewis                                                                                           | polsstokhoogspringen (m) | 9e        | kwalificatie groep A: geen geldige poging                                                           |
| Daniel Awde                                                                                           | tienkamp (m)             | 20e       | 7516 punten                                                                                         |
| |                          |           | |
| Montell Douglas                                                                                       | 100m (v)                 | 18e       | serie 7: 2de in 11,36 kwartfinale 1: 4de in 11,38                                                   |
| Jeanette Kwakye                                                                                       | 100m (v)                 | 6e        | serie 1: 2de in 11,30 kwartfinale 1: 3de in 11,18 halve finale 2: 3de in 11,19 finale: 6de in 11,14 |
| Laura Turner                                                                                          | 100m (v)                 | 40e       | serie 6: 4de in 11,65                                                                               |
| Emily Freeman                                                                                         | 200m (v)                 | 11e       | serie 4: 2de in 22,95 kwartfinale 4: 3de in 22,95 halve finale 2: 7de in 22,83                      |
| Lee McConnell                                                                                         | 400m (v)                 | 19e       | serie 3: 2de in 51,87 halve finale 2: 5de in 52,11                                                  |
| Christine Ohuruogu                                                                                    | 400m (v)                 | Goud      | serie 4: 1ste in 51,00 halve finale 1: 1ste in 50,14 finale: 1ste in 49,62                          |
| Nicola Sanders                                                                                        | 400m (v)                 | 9e        | serie 6: 2de in 51,81 halve finale 3: 4de in 50,71                                                  |
| Jennifer Meadows                                                                                      | 800m (v)                 | 15e       | serie 2: 3de in 2.00,33 halve finale 2: 6de in 1.59,43                                              |
| Marilyn Okoro                                                                                         | 800m (v)                 | 17e       | serie 4: 2de in 1.59,01 halve finale 1: 6de in 1.59,53                                              |
| Jemma Simpson                                                                                         | 800m (v)                 | 25e       | serie 1: 4de in 2.02,16                                                                             |
| Lisa Dobriskey                                                                                        | 1500m (v)                | 4e        | serie 3: 3de in 4.03,23 finale: 4de in 4.02,10                                                      |
| Susan Scott                                                                                           | 1500m (v)                | 23e       | serie 2: 4de in 4.14,66                                                                             |
| Stephanie Twell                                                                                       | 1500m (v)                | 11e       | serie 1: 6de in 4.06,68                                                                             |
| Jo Pavey                                                                                              | 5000m (v)                | DNS       | serie 2: niet gestart                                                                               |
| Jo Pavey                                                                                              | 10000m (v)               | 12e       | 31.12,30                                                                                            |
| Kate Reed                                                                                             | 10000m (v)               | 23e       | 32.26,69                                                                                            |
| Sarah Claxton                                                                                         | 100m horden (v)          | 8e        | serie 3: 3de in 12,97 halve finale 2: 4de in 12,84 finale: 8ste in 12,94                            |
| Tasha Danvers                                                                                         | 400m horden (v)          | Brons     | serie 2: 1ste in 55,19 halve finale 1: 2de in 54,31 finale: 3de in 53,84                            |
| Helen Clitheroe                                                                                       | 3000m steeplechase (v)   | 14e       | serie 1: 6de in 9.29,14 (NR)                                                                        |
| Barbara Parker                                                                                        | 3000m steeplechase (v)   | 36e       | serie 3: 11de in 9.51,93                                                                            |
| Emma Ania Montell Douglas Emily Freeman Jeanette Kwakye Ashleigh Nelson Anyika Onuora Laura Turner    | 4x100m (v)               | DNF       | serie 1: 2de in 43,02 finale: niet gefinisht                                                        |
| Vicki Barr Donna Fraser Lee McConnell Christine Ohuruogu Marilyn Okoro Nicola Sanders Kelly Sotherton | 4x400m (v)               | Brons     | serie 1: 2de in 3.25,48 finale: 3de in 3.22,68                                                      |
| Paula Radcliffe                                                                                       | marathon (v)             | 23e       | 2:32.38                                                                                             |
| Mara Yamauchi                                                                                         | marathon (v)             | 6e        | 2:27.29                                                                                             |
| Liz Yelling                                                                                           | marathon (v)             | 26e       | 2:33.12                                                                                             |
| Johanna Jackson                                                                                       | 20km snelwandelen (v)    | 22e       | 1:31.33 (NR)                                                                                        |
| Jade Johnson                                                                                          | verspringen (v)          | 7e        | kwalificatie groep B: 3de met 6,61m finale: 7de met 6,64m                                           |
| Kate Dennison                                                                                         | polsstokhoogspringen (v) | 15e       | kwalificatie groep B: 7de met 4,40m                                                                 |
| Philippa Roles                                                                                        | discuswerpen (v)         | 27e       | kwalificatie groep A: 15de met 57,44m                                                               |
| Goldie Sayers                                                                                         | speerwerpen (v)          | Brons     | kwalificatie groep B: 2de met 62,99m finale: 3de met 65,75m (NR)                                    |
| Zoe Derham                                                                                            | kogelslingeren (v)       | 35e       | kwalificatie groep A: 18de met 64,74m                                                               |
| Julie Hollman                                                                                         | zevenkamp (v)            | 31e       | 5729 punten                                                                                         |
| Kelly Sotherton                                                                                       | zevenkamp (v)            | Brons     | 6517 punten                                                                                         |

### Badminton
| Olympiër                    | Discipline     | Resultaat | Prestatie |
| --------------------------- | -------------- | --------- | --- |
| Andrew Smith                | enkelspel (m)  | 17e       | 1ste ronde: W van CZE Koukal: 10-21, 21-12, 21-15 2de ronde: V van GER Zwiebler: 21-16, 13-21, 17-21                     |
|                             |                |           | |
| Tracey Hallam               | enkelspel (v)  | 9e        | 1ste ronde: W van HKG Yip: 21-15, 21-17 2de ronde: W van CZE Gavnholt: 21-18, 21-13 3de ronde: V van GER Xu: 7-21, 10-21 |
| Gail Emms Donna Kellogg     | dubbelspel (v) | 9e        | 1ste ronde: V van TPE Chien/Cheng: 19-21, 13-21                                                                          |
|                             |                |           | |
| Anthony Clark Donna Kellogg | dubbelspel (g) | 9e        | 1ste ronde: V van CHN He/Yu Yang: 15-21, 8-21                                                                            |
| Gail Emms Nathan Robertson  | dubbelspel (g) | 5e        | 1ste ronde: W van CHN Zheng/Gao: 21-16, 16-21, 21-19 kwartfinale: V van KOR Lee/Lee: 19-21, 12-21                        |

### Boksen
| Olympiër           | Discipline | Resultaat | Prestatie |
| ------------------ | ---------- | --------- | --- |
| Khalid Yafai       | -51kg (m)  | 9e        | 1ste ronde: vrij 2de ronde: V van CUB Laffita: 3-9 |
| Joe Murray         | -54kg (m)  | 17e       | 1ste ronde: V van CHN Gu: 7-17 |
| Frankie Gavin      | -60kg (m)  | DNS       | niet gestart omwille van gewichtsprobleem |
| Bradley Saunders   | -64kg (m)  | 9e        | 1ste ronde: W van GHA Neequaye: 24-1 2de ronde: V van FRA Vastine: 7-11 |
| Billy Joe Saunders | -69kg (m)  | 9e        | 1ste ronde: W van TUR Kılıçcı: 14-3 2de ronde: V van CUB Banteux: 6-13 |
| James DeGale       | -75kg (m)  | Goud      | 1ste ronde: W van EGY Hikal: 13-4 2de ronde: W van USA Estrada: 11-5 kwartfinale: W van KAZ Artayev: 8-3 halve finale: W van IRL Sutherland: 10-3 finale: W van CUB Correa: 16-14 |
| Tony Jeffries      | -81kg (m)  | Brons     | 1ste ronde: vrij 2de ronde: W van COL Álvarez: 5-5 kwartfinale: W van HUN Szellő: 10-2 halve finale: V van IRL Egan: 3-10                                                         |
| David Price        | +91kg (m)  | Brons     | 1ste ronde:' W van RUS Timurziev: scheidsrechterlijke beslissing kwartfinale: W van LTU Jakšto: 3-1 halve finale: V van ITA Cammarelle: 1-11                                      |

### Boogschieten
| Olympiër                                          | Discipline      | Resultaat | Prestatie |
| ------------------------------------------------- | --------------- | --------- | --- |
| Laurence Godfrey                                  | individueel (m) | 33e       | plaatsingsronde: 34ste met 657 punten 1ste ronde: V van RUS Badënov: 109-114                                                                                        |
| Simon Terry                                       | individueel (m) | 33e       | plaatsingsronde: 7de met 670 punten 1ste ronde: V van FIN Hatava: 104-105                                                                                           |
| Alan Wills                                        | individueel (m) | 9e        | plaatsingsronde: 9de met 661 punten 1ste ronde: W van ITA Nespoli: 103-98 2de ronde: W van ITA Galiazzo: 110-109 3de ronde: V van CUB Stevens: 104-108              |
| Laurence Godfrey Simon Terry Alan Wills           | team (m)        | 9e        | plaatsingsronde: 5de met 1998 punten 1ste ronde: V van China: 210-214                                                                                               |
|                                                   |                 |           | |
| Charlotte Burgess                                 | individueel (v) | 17e       | plaatsingsronde: 40ste met 623 punten 1ste ronde: W van CHN Guo: 106-104 2de ronde: V van GBR Folkard: 96-110                                                       |
| Naomi Folkard                                     | individueel (v) | 9e        | plaatsingsronde: 8ste met 651 punten 1ste ronde: W van EGY Elaal: 105-97 2de ronde: W van GBR Burgess: 110-96 3de ronde: V van JPN Hayakawa: 97-106                 |
| Alison Williamson                                 | individueel (v) | 17e       | plaatsingsronde: 7de met 651 punten 1ste ronde: W van TPE Wei: 108-99 2de ronde: V van USA Lorig: 108-112                                                           |
| Charlotte Burgess Naomi Folkard Alison Williamson | team (v)        | 4e        | plaatsingsronde: 2de met 1925 punten 1ste ronde: vrij kwartfinale: W van Japan: 201-196 halve finale: V van China: 202-208 bronzen finale: V van Frankrijk: 201-203 |

### Gewichtheffen
| Olympiër        | Discipline | Resultaat | Prestatie                                                   |
| --------------- | ---------- | --------- | ----------------------------------------------------------- |
| Michaela Breeze | -63kg (v)  | 15e       | trekken: 15de met 85kg stoten: 15de met 100kg totaal: 185kg |

### Gymnastiek
| Olympiër                                                                         | Discipline               | Resultaat  | Prestatie                                                             |
| Trampoline                                                                       | Trampoline               | Trampoline | Trampoline                                                            |
| -------------------------------------------------------------------------------- | ------------------------ | ---------- | --------------------------------------------------------------------- |
| Claire Wright                                                                    | vrouwen                  | 10e        | kwalificatie: 10de met 63,10 punten                                   |
| Turnen                                                                           |                          |            |                                                                       |
| Louis Smith                                                                      | paard voltige (m)        | Brons      | kwalificatie: 5de met 13,325 punten finale: 3de met 15,725 punten     |
| Daniel Keatings                                                                  | individuele meerkamp (m) | 20e        | kwalificatie: 25ste met 88,950 punten finale: 20ste met 89,000 punten |
| Louis Smith                                                                      | individuele meerkamp (m) | 41e        | kwalificatie: 41ste met 85,325 punten                                 |
|                                                                                  |                          |            |                                                                       |
| Beth Tweddle                                                                     | brug (v)                 | 12e        | kwalificatie: 8ste met 15,650 punten finale: 4de met 16,625 punten    |
| Beckie Downie                                                                    | individuele meerkamp (v) | 12e        | kwalificatie: 24ste met 58,075 punten finale: 12de met 59,450 punten  |
| Imogen Cairns Beckie Downie Marissa King Beth Tweddle Hannah Whelan Rebecca Wing | meerkamp team (v)        | 9e         | kwalificatie: 9de met 232,425 punten                                  |

### Hockey

#### Mannen
| Olympiër | Discipline | Resultaat | Prestatie |
| --- | ---------- | --------- | --- |
| Alistair McGregor Glenn Kirkham Richard Alexander Richard Mantell Ashley Jackson Simon Mantell Stephen Dick Matt Daly Jonty Clarke Rob Moore Ben Hawes Alastair Wilson Barry Middleton James Tindall Jon Bleby Ben Marsden | mannen     | 5e        | groep B: 3de W van Pakistan: 4-2 V van Nederland: 0-1 W van Zuid-Afrika: 2-0 G van Canada: 1-1 G van Australië: 3-3 5-6de plek: W van Zuid-Korea: 5-2 |

| Groep B |                  |             |             |             |             |            |            |            |        |
| #       | Land             | Wedstrijden | Wedstrijden | Wedstrijden | Wedstrijden | Doelpunten | Doelpunten | Doelpunten | Punten |
| #       | Land             | G           | W           | G           | V           | V          | T          | Saldo      | Punten |
| 1       | Nederland        | 5           | 4           | 1           | 0           | 16         | 6          | +10        | 13     |
| 2       | Australië        | 5           | 3           | 2           | 0           | 24         | 7          | +17        | 11     |
| 3       | Groot-Brittannië | 5           | 2           | 2           | 1           | 10         | 7          | +3         | 8      |
| 4       | Pakistan         | 5           | 2           | 0           | 3           | 11         | 13         | −2         | 6      |
| 5       | Canada           | 5           | 1           | 1           | 3           | 10         | 17         | −7         | 4      |
| 6       | Zuid-Afrika      | 5           | 0           | 0           | 5           | 4          | 25         | −21        | 0      |

| Ronde       | Datum  | Plaats           | Land | Score            | Land |
| ----------- | ------ | ---------------- | ---- | ---------------- | ---- |
| Groepsfase  |        |                  |      |                  |      |
| 11 augustus | Peking | Pakistan         | 2-4  | Groot-Brittannië |      |
| 13 augustus | Peking | Nederland        | 1-0  | Groot-Brittannië |      |
| 15 augustus | Peking | Zuid-Afrika      | 0-2  | Groot-Brittannië |      |
| 17 augustus | Peking | Groot-Brittannië | 1-1  | Canada           |      |
| 19 augustus | Peking | Australië        | 3-3  | Groot-Brittannië |      |
| 5-6de plek  |        |                  |      |                  |      |
| 23 augustus | Peking | Zuid-Korea       | 2-5  | Groot-Brittannië |      |

#### Vrouwen
| Olympiër | Discipline | Resultaat | Prestatie |
| --- | ---------- | --------- | --- |
| Beth Storry Lisa Wooding Anne Panter Crista Cullen Melanie Clewlow Charlotte Craddock Helen Richardson Joanne Ellis Lucilla Wright Kate Walsh Chloe Rogers Jennie Bimson Rachel Walker Alex Danson Sarah Thomas Jo Ellis Katy Roberts Laura Barlett | vrouwen    | 5e        | groep B: 3de V van Duitsland: 1-5 G van Argentinië: 2-2 W van Nieuw-Zeeland: 2-1 W van Japan: 2-1 G van Verenigde Staten: 0-0 5-6de plek: V van Australië: 0-2 |

| Groep B |                  |             |             |             |             |            |            |            |        |
| #       | Land             | Wedstrijden | Wedstrijden | Wedstrijden | Wedstrijden | Doelpunten | Doelpunten | Doelpunten | Punten |
| #       | Land             | G           | W           | G           | V           | V          | T          | Saldo      | Punten |
| 1       | Duitsland        | 5           | 4           | 0           | 1           | 12         | 8          | +4         | 12     |
| 2       | Argentinië       | 5           | 3           | 2           | 0           | 13         | 7          | +6         | 11     |
| 3       | Groot-Brittannië | 5           | 2           | 2           | 1           | 7          | 9          | -2         | 8      |
| 4       | Verenigde Staten | 5           | 1           | 3           | 1           | 9          | 8          | +1         | 6      |
| 5       | Japan            | 5           | 1           | 1           | 3           | 5          | 7          | -2         | 4      |
| 6       | Nieuw-Zeeland    | 5           | 0           | 0           | 5           | 6          | 13         | -7         | 0      |

| Ronde       | Datum  | Plaats           | Land | Score            | Land |
| ----------- | ------ | ---------------- | ---- | ---------------- | ---- |
| Groepsfase  |        |                  |      |                  |      |
| 10 augustus | Peking | Duitsland        | 5-1  | Groot-Brittannië |      |
| 12 augustus | Peking | Argentinië       | 2-2  | Groot-Brittannië |      |
| 14 augustus | Peking | Nieuw-Zeeland    | 1-2  | Groot-Brittannië |      |
| 16 augustus | Peking | Groot-Brittannië | 2-1  | Japan            |      |
| 18 augustus | Peking | Groot-Brittannië | 0-0  | Verenigde Staten |      |
| 5-6de plek  |        |                  |      |                  |      |
| 22 augustus | Peking | Australië        | 2-0  | Groot-Brittannië |      |

### Judo
| Olympiër        | Discipline | Resultaat | Prestatie |
| --------------- | ---------- | --------- | --- |
| Craig Fallon    | -60kg (m)  | 7e        | voorronde: vrij 1ste ronde: W van MON Siccardi: ippon 2de ronde: V van AUT Paischer: koka herkansingen: W van MAR Ahamdi: yuko herkansingen 2: W van PRK Kim: waza-ari herkansingen 3: V van ISR Yekutiel: waza-ari |
| Euan Burton     | -81kg (m)  | 7e        | voorronde: vrij 1ste ronde: W van ARG Lucenti: yuko 2de ronde: W van MAR Attaf: yuko kwartfinale: V van UKR Hontyuk: waza-ari herkansingen: W van COL Valles: waza-ari herkansingen 2: V van BRA Camilo: waza-ari   |
| Winston Gordon  | -90kg (m)  | 20e       | 1ste ronde: V van UZB Nabiev: waza-ari |
| Peter Cousins   | -100kg (m) | 21e       | 1ste ronde: V van GEO Zjorzjoliani: yuko |
|                 |            |           | |
| Sarah Clark     | -63kg (v)  | 18e       | 1ste ronde: V van AUT Heill: ippon |
| Michelle Rogers | -78kg (v)  | 16e       | 1ste ronde: vrij 2de ronde: V van KOR Jeong: koka |
| Karina Bryant   | +78kg (v)  | 16e       | 1ste ronde: vrij 2de ronde: V van MEX Zambotti: yuko |

### Kanovaren
| Olympiër                     | Discipline    | Resultaat | Prestatie                                                                         |
| Slalom                       | Slalom        | Slalom    | Slalom                                                                            |
| ---------------------------- | ------------- | --------- | --------------------------------------------------------------------------------- |
| David Florence               | C-1 (m)       | Zilver    | voorronde: 3de met 171,63 halve finale: 4de met 90,46 finale: 2de met 178,61      |
| Campbell Walsh               | K-1 (m)       | 16e       | voorronde: 9de met 172,44 halve finale: 16de met 95,74                            |
|                              |               |           |                                                                                   |
| Fiona Pennie                 | K-1 (v)       | 17e       | voorronde: 17de met 259,06                                                        |
| Sprint                       |               |           |                                                                                   |
| Tim Brabants                 | K-1 500m (m)  | Brons     | serie 2: 1ste in 1.36,338 halve finale 2: 3de in 1.42,530 finale: 3de in 1.37,671 |
| Tim Brabants                 | K-1 1000m (m) | Goud      | serie 1: 1ste in 3.27,828 finale: 1ste in 3.26,323                                |
|                              |               |           |                                                                                   |
| Lucy Wainwright              | K-1 500m (v)  | 7e        | serie 2: 3de in 1.50,103 halve finale 1: 2de in 1.52,580 finale: 7de in 1.53,102  |
| Anna Hemmings Jessica Walker | K-2 500m (v)  | 16e       | serie 1: 9de in 1.47,435                                                          |

### Moderne vijfkamp
| Olympiër        | Discipline | Resultaat | Prestatie   |
| --------------- | ---------- | --------- | ----------- |
| Sam Weale       | mannen     | 10e       | 5412 punten |
| Nick Woodbridge | mannen     | 25e       | 5168 punten |
|                 |            |           |             |
| Heather Fell    | vrouwen    | Zilver    | 5752 punten |
| Katy Livingston | vrouwen    | 7e        | 5548 punten |

### Paardensport
| Olympiër                                                    | Discipline  | Resultaat | Prestatie                                                                                             |
| Dressuur                                                    | Dressuur    | Dressuur  | Dressuur                                                                                              |
| ----------------------------------------------------------- | ----------- | --------- | --- |
| Laura Bechtolsheimer                                        | individueel | 18e       | Grand Prix: 24ste met 65,917% Grand Prix Special: 18de met 67,160%                                    |
| Jane Gregory                                                | individueel | 31e       | Grand Prix: 31ste met 63,375%                                                                         |
| Emma Hindle                                                 | individueel | 7e        | Grand Prix: 4de met 71,125% Grand Prix Special: 9de met 70,440% Grand Prix Freestyle: 6de met 74,250% |
| Laura Bechtolsheimer Jane Gregory Emma Hindle               | team        | 6e        | 66,805%                                                                                               |
| Eventing                                                    |             |           | |
| Tina Cook                                                   | individueel | Brons     | 57,40 strafpunten                                                                                     |
| Daisy Dick                                                  | individueel | 24e       | 79,90 strafpunten                                                                                     |
| William Fox-Pitt                                            | individueel | 12e       | 68,20 strafpunten                                                                                     |
| Sharon Hunt                                                 | individueel | 35e       | 95,90 strafpunten                                                                                     |
| Mary King                                                   | individueel | 11e       | 68,10 strafpunten                                                                                     |
| Tina Cook Daisy Dick William Fox-Pitt Sharon Hunt Mary King | team        | Brons     | 185,70 strafpunten                                                                                    |
| Springconcours                                              |             |           | |
| Ben Maher                                                   | individueel | 20e       | kwalificatie: 6de met 5 strafpunten finale: 20ste met 20 strafpunten                                  |
| Nick Skelton                                                | individueel | 29e       | kwalificatie: 31ste met 13 strafpunten finale: 12de met 29 strafpunten                                |
| Tim Stockdale                                               | individueel | 16e       | kwalificatie: 18de met 8 strafpunten finale: 16de met 16 strafpunten                                  |
| John Whitaker                                               | individueel | DNF       | kwalificatie: opgave                                                                                  |
| Michael Whitaker                                            | individueel | DNS       | kwalificatie: niet gestart                                                                            |
| Ben Maher Nick Skelton Tim Stockdale John Whitaker          | team        | 6e        | 37 strafpunten                                                                                        |

### Roeien
| Olympiër | Discipline             | Resultaat | Prestatie |
| --- | ---------------------- | --------- | --- |
| Alan Campbell | skiff (m)              | 5e        | serie 5: 1ste in 7.14,98 kwartfinale 1: 2de in 6.52,74 halve finale 2: 2de in 7.05,24 finale: 5de in 7.04,47  |
| Mark Hunter Zac Purchase | lichte dubbel-twee (m) | Goud      | serie 1: 1ste in 6.13,69 halve finale 1: 1ste in 6.29,56 finale: 1ste in 6.10,99                              |
| Stephen Rowbotham Matt Wells | dubbel-twee (m)        | Brons     | serie 2: 1ste in 6.26,33 halve finale 2: 3de in 6.21,15 finale: 3de in 6.29,10                                |
| Robin Bourne-Taylor Tom Solesbury                                                                                               | twee-zonder (m)        | 13e       | serie 2: 4de in 6.59,48 herkansingen: 4de in 6.41,43 finale C: 1ste in 6.46,83                                |
| Richard Chambers James Clarke James Lindsay-Fynn Paul Mattick                                                                   | lichte vier-zonder (m) | 5e        | serie 1: 2de in 5.52,38 halve finale 2: 3de in 6.08,75 finale: 5de in 5.52,12                                 |
| Tom James Pete Reed Andrew Triggs Hodge Steve Williams                                                                          | vier-zonder (m)        | Goud      | serie 1: 1ste in 6.00,59 halve finale 1: 1ste in 5.54,77 finale: 1ste in 6.06,57                              |
| Richard Egington Alastair Heathcote Matt Langridge Tom Lucy Acer Nethercott Alex Partridge Colin Smith Tom Stallard Josh West   | acht (m)               | Zilver    | serie 2: 1ste in 5.25,89 finale: 2de in 5.25,11                                                               |
| |                        |           | |
| Helen Casey Hester Goodsell | lichte dubbel-twee (v) | 11e       | serie 2: 3de in 6.55,23 herkansingen: 1ste in 7.24,27 halve finale 1: 5de in 7.17,67 finale B: 5de in 7.11,24 |
| Anna Bebington Elise Laverick                                                                                                   | dubbel-twee (v)        | Brons     | serie 2: 3de in 7.08,65 herkansingen: 1ste in 6.54,92 finale: 3de in 7.07,65                                  |
| Louisa Reeve Olivia Whitlam | twee-zonder (v)        | 6e        | serie 2: 3de in 7.29,88 herkansingen: 2de in 7.34,54 finale: 6de in 7.33,61                                   |
| Debbie Flood Katherine Grainger Frances Houghton Annabel Vernon                                                                 | dubbel-vier (v)        | Zilver    | serie 2: 1ste in 6.13,70 finale: 2de in 6.17,37                                                               |
| Carla Ashford Jess Eddie Katie Greves Natasha Howard Alison Knowles Caroline O'Connor Natasha Page Beth Rodford Sarah Winckless | acht (v)               | 5e        | serie 1: 2de in 6.08,68 herkansingen: 3de in 6.12,10 finale: 5de in 6.13,74                                   |

### Schermen
| Olympiër        | Discipline | Resultaat | Prestatie                                                               |
| --------------- | ---------- | --------- | ----------------------------------------------------------------------- |
| Richard Kruse   | floret (m) | 9e        | 1ste ronde: W van ROU Sălișcan: 15-6 2de ronde: V van GER Joppich: 9-10 |
| Alex O'Connell  | sabel (m)  | 33e       | 1ste ronde: V van RUS Kovaljov: 14-15                                   |
|                 |            |           |                                                                         |
| Martina Emanuel | floret (v) | 33e       | 1ste ronde: V van USA Smart: 7-15                                       |

### Schietsport
| Olympiër          | Discipline                 | Resultaat | Prestatie                                                              |
| ----------------- | -------------------------- | --------- | ---------------------------------------------------------------------- |
| Jon Hammond       | 10m luchtgeweer (m)        | 29e       | kwalificatie: 29ste met 589 punten (95-98-100-98-99-99)                |
| Jon Hammond       | 50m geweer 3 houdingen (m) | 42e       | kwalificatie: 42ste met 1148 punten (395-370-383)                      |
| Jon Hammond       | 50m geweer liggend (m)     | 34e       | kwalificatie: 34ste met 589 punten (99-97-96-98-99-100)                |
| Richard Faulds    | dubbeltrap (m)             | 6e        | kwalificatie: 6de met 137 punten (45-46-46) finale: 6de met 180 punten |
| Steve Scott       | dubbeltrap (m)             | 14e       | kwalificatie: 14de met 134 punten (43-45-46)                           |
|                   |                            |           |                                                                        |
| Elena Allen       | skeet (v)                  | 14e       | kwalificatie: 14de met 66 punten (24-21-21)                            |
| Charlotte Kerwood | trap (v)                   | 16e       | kwalificatie: 16de met 58 punten (18-23-17)                            |

### Schoonspringen
| Olympiër                      | Discipline              | Resultaat | Prestatie                                                                                             |
| ----------------------------- | ----------------------- | --------- | --- |
| Ben Swain                     | 3m plank (m)            | 26e       | voorronde: 26ste met 390,30 punten                                                                    |
| Tom Daley                     | 10m toren (m)           | 7e        | voorronde: 12de met 440,40 punten halve finale: 8ste met 458,60 punten finale: 7de met 463,55 punten  |
| Peter Waterfield              | 10m toren (m)           | 13e       | voorronde: 26ste met 390,30 punten halve finale: 13de met 430,95 punten                               |
| Nick Robinson-Baker Ben Swain | 3m plank synchroon (m)  | 7e        | 402,36 punten                                                                                         |
| Blake Aldridge Tom Daley      | 10m toren synchroon (m) | 8e        | 408,48 punten                                                                                         |
|                               |                         |           | |
| Rebecca Gallantree            | 3m plank (v)            | 26e       | voorronde: 25ste met 232,75 punten                                                                    |
| Tonia Couch                   | 10m toren (v)           | 8e        | voorronde: 12de met 320,40 punten halve finale: 12de met 297,20 punten finale: 8ste met 328,70 punten |
| Stacie Powell                 | 10m toren (v)           | 10e       | voorronde: 14de met 313,90 punten halve finale: 11de met 301,75 punten finale: 10de met 303,50 punten |
| Tandi Gerrard Hayley Sage     | 3m plank synchroon (v)  | 8e        | 278,25 punten                                                                                         |
| Tonia Couch Stacie Powell     | 10m toren synchroon (v) | 8e        | 303,48 punten                                                                                         |

### Synchroonzwemmen
| Olympiër                     | Discipline | Resultaat | Prestatie                            |
| ---------------------------- | ---------- | --------- | ------------------------------------ |
| Olivia Allison Jenna Randall | duet       | 14e       | kwalificatie: 14de met 88,584 punten |

### Taekwondo
| Olympiër        | Discipline | Resultaat | Prestatie |
| --------------- | ---------- | --------- | --- |
| Michael Harvey  | -58kg (m)  | 7e        | 1ste ronde: V van MEX Pérez: 2-3 herkansingen: V van AFG Nikpai: 1-3                                                                           |
| Aaron Cook      | -80kg (m)  | 5e        | 1ste ronde: W van MHL Jason: 5-0 kwartfinale: W van VEN Vásquez: 5-2 halve finale: V van ITA Sarmiento: 5-6 bronzen finale: V van CHN Zhu: 1-4 |
|                 |            |           | |
| Sarah Stevenson | +67kg (m)  | Brons     | 1ste ronde: W van JOR Dawani: 3-2 kwartfinale: W van CHN Cheng: 2-1 halve finale: V van MEX Espinoza: 1-4 bronzen finale: W van EGY Rabo: 5-1  |

### Tennis
| Olympiër                 | Discipline     | Resultaat | Prestatie                                                                                          |
| ------------------------ | -------------- | --------- | -------------------------------------------------------------------------------------------------- |
| Andy Murray              | enkelspel (m)  | 33e       | 1ste ronde: V van TPE Lu: 6-7(5), 4-6                                                              |
| Andy Murray Jamie Murray | dubbelspel (m) | 9e        | 1ste ronde: W van CAN Nestor/Niemeyer: 4-6, 6-3, 6-4 2de ronde: V van FRA Clément/Llodra: 1-6, 3-6 |

### Triatlon
| Olympiër          | Discipline | Resultaat | Prestatie      |
| ----------------- | ---------- | --------- | -------------- |
| Alistair Brownlee | mannen     | 12e       | 1:50.19        |
| Will Clarke       | mannen     | 14e       | 1:50.32        |
| Tim Don           | mannen     | DNF       | niet gefinisht |
|                   |            |           |                |
| Hollie Avil       | vrouwen    | DNF       | niet gefinisht |
| Helen Tucker      | vrouwen    | 21e       | 2:02.55        |

### Wielersport
| Olympiër                                              | Discipline                    | Resultaat | Prestatie |
| Baan                                                  | Baan                          | Baan      | Baan |
| ----------------------------------------------------- | ----------------------------- | --------- | --- |
| Chris Hoy                                             | sprint (m)                    | Goud      | kwalificatie: 1ste in 9,815 (OR) 1ste ronde: W van RUS Dmitrjev: 10,706 2de ronde: W van JPN Watanabe: 10,636 kwartfinale: W van MAS Awang: 2-0 halve finale: W van FRA Bourgain: 2-0 finale: W van GBR Kenny: 2-0 |
| Jason Kenny                                           | sprint (m)                    | Zilver    | kwalificatie: 2de in 9,857 1ste ronde: W van POL Kwiatkowski: 10,672 2de ronde: W van MAS Awang: 10,531 kwartfinale: W van FRA Sireau: 2-0 halve finale: W van GER Levy: 2-0 finale: V van GBR Hoy: 0-2            |
| Steven Burke                                          | individuele achtervolging (m) | Brons     | kwalificatie: 5de in 4.22,260 halve finale: 3de in 4.21,558 bronzen finale: W van RUS Markov: 4.20,947 |
| Bradley Wiggins                                       | individuele achtervolging (m) | Goud      | kwalificatie: 1ste in 4.15,031 (OR) halve finale: 1ste in 4.16,571 finale: W van NZL Roulston: 4.16,977 |
| Ross Edgar                                            | keirin (m)                    | Zilver    | 1ste ronde: 1ste 2de ronde: 1ste finale: 2de |
| Chris Hoy                                             | keirin (m)                    | Goud      | 1ste ronde: 1ste 2de ronde: 1ste finale: 1ste |
| Chris Newton                                          | puntenkoers (m)               | Brons     | 56 punten |
| Mark Cavendish Bradley Wiggins                        | ploegkoers (m)                | 9e        | 56 punten |
| Chris Hoy Jason Kenny Jamie Staff                     | teamsprint (m)                | Goud      | kwalificatie: 1ste in 42,950 1ste ronde: W van Verenigde Staten: 43,034 finale: W van Frankrijk: 43,128 |
| Ed Clancy Paul Manning Geraint Thomas Bradley Wiggins | ploegenachtervolging (m)      | Goud      | kwalificatie: 1ste in 3.57,101 halve finale: 1ste in 3.55,202 (WR) finale: W van Denemarken: 3.53,314 (WR) |
|                                                       |                               |           | |
| Victoria Pendleton                                    | sprint (v)                    | Goud      | kwalificatie: 1ste in 10,963 (OR) 1ste ronde: W van JPN Tsukuda: 11,736 kwartfinale: W van LTU Krupeckaitė: 2-0 halve finale: W van NED Kanis: 2-0 finale: W van AUS Meaeres: 2-0                                  |
| Wendy Houvenaghel                                     | individuele achtervolging (v) | Zilver    | kwalificatie: 1ste in 3.28,443 (NR) halve finale: 2de in 3.27,829 finale: V van GBR Romero: 3.30,395 |
| Rebecca Romero                                        | individuele achtervolging (v) | Goud      | kwalificatie: 2de in 3.28,641 halve finale: 1ste in 3.27,703 (NR) finale: W van GBR Houvenaghel: 3.28,321 |
| Rebecca Romero                                        | puntenkoers (v)               | 11e       | 3 punten |
| BMX                                                   |                               |           | |
| Liam Phillips                                         | mannen                        | 23e       | plaatsingsronde: 28ste in 37,392 kwartfinale 2: 7de met 18 punten |
|                                                       |                               |           | |
| Shanaze Reade                                         | mannen                        | DNF       | plaatsingsronde: 2de in 36,882 halve finale 2: 3de met 10 punten finale: niet gefinisht |
| Mountainbike                                          |                               |           | |
| Oli Beckingsale                                       | mannen                        | 12e       | 2:01.25 |
| Liam Killeen                                          | mannen                        | 7e        | 2:00.14 |
| Weg                                                   |                               |           | |
| Steve Cummings                                        | tijdrit (m)                   | 11e       | 1:05.07 |
| Jonathan Bellis                                       | wegwedstrijd (m)              | DNF       | niet gefinisht |
| Steve Cummings                                        | wegwedstrijd (m)              | DNF       | niet gefinisht |
| Roger Hammond                                         | wegwedstrijd (m)              | DNF       | niet gefinisht |
| Ben Swift                                             | wegwedstrijd (m)              | DNF       | niet gefinisht |
|                                                       |                               |           | |
| Nicole Cooke                                          | tijdrit (v)                   | 15e       | 37.14,25 |
| Emma Pooley                                           | tijdrit (v)                   | Zilver    | 35.16,01 |
| Nicole Cooke                                          | wegwedstrijd (v)              | Goud      | 3:32.24 |
| Sharon Laws                                           | wegwedstrijd (v)              | 35e       | 3:33.17 |
| Emma Pooley                                           | wegwedstrijd (v)              | 23e       | 3:32.55 |

### Zeilen
| Olympiër                            | Discipline       | Resultaat | Prestatie                                     |
| ----------------------------------- | ---------------- | --------- | --------------------------------------------- |
| Nick Dempsey                        | RS:X (m)         | 4e        | 60 punten: (11-9-3-2-1-7-17-5-3-5-14)         |
| Paul Goodison                       | laser (m)        | Goud      | 63 punten: (15-2-15-1-9-7-1-4-6-18)           |
| Jonathan Glanfield Nick Rogers      | 470 (m)          | Zilver    | 75 punten: (19-5-1-4-9-6-20-OCS-2-3-6)        |
| Iain Percy Andrew Simpson           | star (m)         | Goud      | 49 punten: (7-13-3-5-8-2-1-1-2-6-14)          |
|                                     |                  |           |                                               |
| Bryony Shaw                         | RS:X (v)         | Brons     | 45 punten: (4-3-11-6-OCS-6-5-3-1-2-4)         |
| Penny Clark                         | laser radial (v) | 10e       | 112 punten: (2-22-1-22-3-17-18-23-13-14)      |
| Christina Bassadone Saskia Clark    | 470 (v)          | 6e        | 82 punten: (20-8-3-4-15-13-8-3-15-5-8)        |
| Sarah Ayton Sarah Webb Pippa Wilson | yngling (v)      | Goud      | 24 punten: (2-3-4--7-4-2-2-5-2)               |
|                                     |                  |           |                                               |
| Ben Ainslie                         | finn             | Goud      | 23 punten: (10-1-4-1-1-10-2-2-2)              |
| Stevie Morrison Ben Rhodes          | 49er             | 9e        | 100 punten: (4-3-5-14-14-15-20-3-2-8-11-15-6) |
| Will Howden Leigh McMillan          | tornado          | 6e        | 68 punten: (6-8-13-8-14-7-7-2-3-12-2)         |

### Zwemmen
| Olympiër                                                                                            | Discipline            | Resultaat | Prestatie                                                                                |
| --------------------------------------------------------------------------------------------------- | --------------------- | --------- | ---------------------------------------------------------------------------------------- |
| Mark Foster                                                                                         | 50m vrije slag (m)    | 23e       | serie 13: 6de in 22,35                                                                   |
| Ross Davenport                                                                                      | 200m vrije slag (m)   | 10e       | serie 8: 6de in 1.47,13 halve finale 1: 3de in 1.47,35                                   |
| Robbie Renwick                                                                                      | 200m vrije slag (m)   | 8e        | serie 7: 3de in 1.47,82 halve finale 2: 7de in 1.47,07 finale: 8ste in 1.47,47           |
| David Carry                                                                                         | 400m vrije slag (m)   | 15e       | serie 5: 5de in 3.47,17 (NR)                                                             |
| Dean Milwain                                                                                        | 400m vrije slag (m)   | 21e       | serie 3: 7de in 3.48,77                                                                  |
| Richard Charlesworth                                                                                | 1500m vrije slag (m)  | 25e       | serie 3: 7de in 15.17,27                                                                 |
| David Davies                                                                                        | 1500m vrije slag (m)  | 6e        | serie 3: 3de in 14.46,11 finale: 6de in 14.52,11                                         |
| Gregor Tait                                                                                         | 100m rugslag (m)      | 12e       | serie 5: 5de in 54,62 halve finale 1: 6de in 54,37                                       |
| Liam Tancock                                                                                        | 100m rugslag (m)      | 6e        | serie 6: 3de in 53,85 halve finale 1: 3de in 53,61 finale: 6de in 53,39 (NR)             |
| Gregor Tait                                                                                         | 200m rugslag (m)      | 8e        | serie 6: 2de in 1.57,03 halve finale 2: 4de in 1.56,72 finale: 8ste in 1.57,00           |
| Chris Cook                                                                                          | 100m schoolslag (m)   | 15e       | serie 8: 4de in 1.00,70 halve finale 2: 7de in 1.00,81                                   |
| Kristopher Gilchrist                                                                                | 100m schoolslag (m)   | 27e       | serie 9: 7de in 1.01,34                                                                  |
| Kristopher Gilchrist                                                                                | 200m schoolslag (m)   | 13e       | serie 5: 3de in 2.11,13 halve finale 2: 7de in 2.10,27 (NR)                              |
| James Kirton                                                                                        | 200m schoolslag (m)   | 37e       | serie 4: 8ste in 4.15,25                                                                 |
| Todd Cooper                                                                                         | 100m vlinderslag (m)  | 29e       | serie 6: 5de in 52,52                                                                    |
| Michael Rock                                                                                        | 100m vlinderslag (m)  | 27e       | serie 6: 4de in 52,48                                                                    |
| Michael Rock                                                                                        | 200m vlinderslag (m)  | 12e       | serie 5: 3de in 1.55,55 halve finale 2: 6de in 1.55,90                                   |
| James Goddard                                                                                       | 200m wisselslag (m)   | 6e        | serie 6: 5de in 1.59,74 halve finale 2: 3de in 1.58,63 finale: 6de in 1.59,24            |
| Liam Tancock                                                                                        | 200m wisselslag (m)   | 8e        | serie 4: 4de in 1.59,79 halve finale 1: 4de in 1.59,42 finale: 8ste in 2.00,76           |
| Euan Dale                                                                                           | 400m wisselslag (m)   | 19e       | serie 3: 6de in 4.18,60                                                                  |
| Thomas Haffield                                                                                     | 400m wisselslag (m)   | 17e       | serie 2: 7de in 4.16,76                                                                  |
| Adam Brown Simon Burnett Ross Davenport Benjamin Hockin                                             | 4x100m vrije slag (m) | 8e        | serie 2: 4de in 3.13,69 (NR) finale: 8ste in 3.12,87 (NR)                                |
| David Carry Ross Davenport Benjamin Hockin Andrew Hunter Robbie Renwick                             | 4x200m vrije slag (m) | 6e        | serie 2: 2de in 7.07,89 (NR) finale: 6de in 7.05,92 (NR)                                 |
| Simon Burnett Chris Cook Michael Rock Liam Tancock                                                  | 4x100m wisselslag (m) | 8e        | serie 1: 3de in 3.33,83 finale: 6de in 3.33,69 (NR)                                      |
| David Davies                                                                                        | 10km open water (m)   | Zilver    | 1:51.53,1                                                                                |
| |                       |           |                                                                                          |
| Francesca Halsall                                                                                   | 50m vrije slag (v)    | 10e       | serie 10: 3de in 24,93 halve finale 1: 7de in 24,80                                      |
| Francesca Halsall                                                                                   | 100m vrije slag (v)   | 8e        | serie 5: 1ste in 53,93 halve finale 2: 3de in 53,94 finale: 8ste in 54,29                |
| Caitlin McClatchey                                                                                  | 100m vrije slag (v)   | DNS       | serie 7: niet gestart                                                                    |
| Joanne Jackson                                                                                      | 200m vrije slag (v)   | 14e       | serie 4: 4de in 1.58,00 halve finale 1: 7de in 1.58,70                                   |
| Caitlin McClatchey                                                                                  | 200m vrije slag (v)   | 6e        | serie 5: 2de in 1.56,97 (NR) halve finale 2: 3de in 1.57,73 finale: 6de in 1.57,65       |
| Rebecca Adlington                                                                                   | 400m vrije slag (v)   | Goud      | serie 6: 2de in 4.02,24 (NR) finale: 1ste in 4.03,22                                     |
| Joanne Jackson                                                                                      | 400m vrije slag (v)   | Brons     | serie 5: 2de in 4.03,80 finale: 3de in 4.03,52                                           |
| Rebecca Adlington                                                                                   | 800m vrije slag (v)   | Goud      | serie 4: 1ste in 8.16,06 (OR) finale: 1ste in 8.14,10 (WR)                               |
| Cassie Patten                                                                                       | 800m vrije slag (v)   | 8e        | serie 5: 3de in 8.25,91 finale: 8ste in 8.32,35                                          |
| Elizabeth Simmonds                                                                                  | 100m rugslag (v)      | 10e       | serie 5: 4de in 1.00,53 halve finale 1: 5de in 1.00,39                                   |
| Gemma Spofforth                                                                                     | 100m rugslag (v)      | 4e        | serie 7: 3de in 1.00,11 halve finale 1: 3de in 59,79 finale: 4de in 59,38                |
| Elizabeth Simmonds                                                                                  | 200m rugslag (v)      | 6e        | serie 5: 1ste in 2.08,66 (NR) halve finale 1: 3de in 2.08,96 finale: 6de in 2.08,51 (NR) |
| Gemma Spofforth                                                                                     | 200m rugslag (v)      | 9e        | serie 3: 6de in 2.10,58 halve finale 1: 4de in 2.09,19                                   |
| Kirsty Balfour                                                                                      | 100m schoolslag (v)   | 15e       | serie 6: 4de in 1.08,30 halve finale 1: 8ste in 1.09,23                                  |
| Kate Haywood                                                                                        | 100m schoolslag (v)   | 11e       | serie 6: 3de in 1.08,18 halve finale 2: 7de in 1.08,36                                   |
| Kirsty Balfour                                                                                      | 200m schoolslag (v)   | 20e       | serie 5: 6de in 2.27,87                                                                  |
| Francesca Halsall                                                                                   | 100m vlinderslag (v)  | 21e       | serie 7: 5de in 58,70                                                                    |
| Jemma Lowe                                                                                          | 100m vlinderslag (v)  | 6e        | serie 7: 4de in 58,49 halve finale 1: 4de in 57,78 (NR) finale: 6de in 58,06             |
| Ellen Gandy                                                                                         | 200m vlinderslag (v)  | 15e       | serie 4: 7de in 2.08,98 halve finale 2: 8ste in 2.10,60                                  |
| Jemma Lowe                                                                                          | 200m vlinderslag (v)  | 9e        | serie 4: 3de in 2.08,07 halve finale 1: 3de in 2.07,87                                   |
| Hannah Miley                                                                                        | 200m wisselslag (v)   | 11e       | serie 5: 1ste in 2.11,72 halve finale 1: 5de in 2.12,35                                  |
| Keri-Anne Payne                                                                                     | 200m wisselslag (v)   | 16e       | serie 3: 7de in 2.12,78 halve finale 2: 8ste in 2.14,14                                  |
| Hannah Miley                                                                                        | 400m wisselslag (v)   | 6e        | serie 5: 2de in 4.36,56 finale: 6de in 4.39,44                                           |
| Keri-Anne Payne                                                                                     | 400m wisselslag (v)   | 15e       | serie 3: 5de in 4.38,69                                                                  |
| Julia Beckett Francesca Halsall Melanie Marshall Caitlin McClatchey Jessica Sylvester               | 4x100m vrije slag (v) | 7e        | serie 1: 4de in 3.39,18 (NR) finale: 7de in 3.38,18 (NR)                                 |
| Rebecca Adlington Francesca Halsall Joanne Jackson Melanie Marshall Caitlin McClatchey Hannah Miley | 4x200m vrije slag (v) | 9e        | serie 2: 6de in 7.56,16                                                                  |
| Francesca Halsall Kate Haywood Jemma Lowe Gemma Spofforth                                           | 4x100m wisselslag (v) | 4e        | serie 2: 2de in 3.59,14 finale: 4de in 3.57,50                                           |
| Cassie Patten                                                                                       | 10km open water (m)   | Brons     | 1:59.31,0                                                                                |

Afghanistan · Albanië · Algerije · Amerikaanse Maagdeneilanden · Amerikaans-Samoa · Andorra · Angola · Antigua en Barbuda · Argentinië · Armenië · Aruba · Australië · Azerbeidzjan · Bahama's · Bahrein · Bangladesh · Barbados · België · Belize · Benin · Bermuda · Bhutan · Bolivia · Bosnië en Herzegovina · Botswana · Brazilië · Britse Maagdeneilanden · Bulgarije · Burkina Faso · Burundi · Cambodja · Canada · Centraal-Afrikaanse Republiek · Chili · China · Chinees Taipei · Colombia · Comoren · Congo-Brazzaville · Congo-Kinshasa · Cookeilanden · Costa Rica · Cuba · Cyprus · Denemarken · Djibouti · Dominica · Dominicaanse Republiek · Duitsland · Ecuador · Egypte · El Salvador · Equatoriaal-Guinea · Eritrea · Estland · Ethiopië · Fiji · Filipijnen · Finland · Frankrijk · Gabon · Gambia · Georgië · Ghana · Grenada · Griekenland · Groot-Brittannië · Guam · Guatemala · Guinee · Guinee‑Bissau · Guyana · Haïti · Honduras · Hongarije · Hongkong · Ierland · IJsland · India · Indonesië · Irak · Iran · Israël · Italië · Ivoorkust · Jamaica · Japan · Jemen · Jordanië · Kaaimaneilanden · Kaapverdië · Kameroen · Kazachstan · Kenia · Kirgizië · Kiribati · Koeweit · Kroatië · Laos · Lesotho · Letland · Libanon · Liberia · Libië · Liechtenstein · Litouwen · Luxemburg · Macedonië · Madagaskar · Malawi · Malediven · Maleisië · Mali · Malta · Marshalleilanden · Marokko · Mauritanië · Mauritius · Mexico · Micronesië · Moldavië · Monaco · Mongolië · Montenegro · Mozambique · Myanmar · Namibië · Nauru · Nederland · Nederlandse Antillen · Nepal · Nicaragua · Nieuw-Zeeland · Niger · Nigeria · Noord-Korea · Noorwegen · Oeganda · Oekraïne · Oezbekistan · Oman · Oostenrijk · Oost‑Timor · Pakistan · Palau · Palestina · Panama · Papoea-Nieuw-Guinea · Paraguay · Peru · Polen · Portugal · Puerto Rico · Qatar · Roemenië · Rusland · Rwanda · Saint Kitts en Nevis · Saint Lucia · Saint Vincent en Grenadines · Salomonseilanden · Samoa · San Marino · Sao Tomé en Principe · Saoedi-Arabië · Senegal · Servië · Seychellen · Sierra Leone · Singapore · Slovenië · Slowakije · Soedan · Somalië · Spanje · Sri Lanka · Suriname · Swaziland · Syrië · Tadzjikistan · Tanzania · Thailand · Togo · Tonga · Trinidad en Tobago · Tsjaad · Tsjechië · Tunesië · Turkije · Turkmenistan · Tuvalu · Uruguay · Vanuatu · Venezuela · Verenigde Arabische Emiraten · Verenigde Staten · Vietnam · Wit-Rusland · Zambia · Zimbabwe · Zuid-Afrika · Zuid-Korea · Zweden · Zwitserland
Uitgesloten van deelname: Brunei